# Flatrock Creek
Der Flatrock Creek ist ein 32 km langer linker Nebenfluss des Auglaize River im Nordwesten des US-Bundesstaats Ohio und dem Nordosten von Indiana und gehört zum Flusssystem des Sankt-Lorenz-Stroms. 
Der Fluss entspringt etwa 10 km nordöstlich der Stadt Decatur im äußersten Osten des Adams County, Indiana, und fließt zunächst in nordnordöstlicher und dann in nordöstlicher Richtung. Er passiert die Orte Payne und Paulding im Paulding County und mündet 15 km südwestlich von Defiance in den Auglaize River.
Der Flatrock Creek ist bei Anglern sehr beliebt. Zu den im Fluss vorkommenden Fischarten gehören die zu den Sonnenbarschen gehörenden Arten Pomoxis annularis (black crappie) und Pomoxis nigromaculatus (white crappie) sowie der Katzenwels (catfish) und der Forellenbarsch (largemouth).